# Колоса
Колоса (на гръцки: Κολοσσαί) е древен град в Царство Фригия в Мала Азия (съвременна Турция ). Посланието на св. апостол Павел към колосяните, раннохристиянски текст, който указва за свой автор апостол Павел, е адресирано до църквата в Колоса. Колоса е важен град от V в. пр. Хр. нататък, но по времето на апостол Павел значимостта му вече е била отслабнала, обаче въпреки това той се отличавал с наличието на местен култ към ангелите. Градът е бил част от римската и византийска провинция Фригия Пакатиана, преди да бъде унищожен през 1192/3 г. и населението му да се премести в близкия град Хона (Хонай, съвременния град Хоназ).

## Местоположение и география
Колоса се е намирал във Фригия, в Мала Азия. Бил е разположен на 15 km югоизточно от Лаодикия по пътя през долината Ликус близо до река Ликус в подножието на планината Кадъм (днес: Мадранбаба), най-високата планина в западния Егейски регион на Турция, и между градовете Сарди и Келенаи, и югоизточно от древния град Хиераполис. В град Колоса Херодот описва как „реката Ликос попада в отвор на земята и изчезва от погледа, а след това след интервал от около пет фърлонга се появява отново и тази река също се влива в Мендерес“. Въпреки доста преплетената картография и историография с близкия древен град Хонай (на старогръцки: Χῶναι; днес на турски наричан Хоназ), които често се използват синонимно, в съвременните научни изследвания двата града стриктно биват разграничени един от друг, що се отнася до останките от град  Колоса (т. нар. „могила“), намираща се на 3 km северно от град Хоназ.

## Произход и етимология на името на града
Средновековният поет Мануел Филес неправилно си е представял, че името „Колоса“ е свързано с Родоския колос. Ново тълкувание на Жан-Пиер Вернан свързва името на град Колоса с индоевропейския корен на думата колос, което намеква за произход свързан с някакво свещено пространство или светилище. Друго предложение свързва името с гръцкото колазо, което означава „наказвам“. Други смятат, че името произлиза от известните местни работилници за боядисана въ̀лна, наричана колосинус (colossinus).

## История

### Преди Св. апостол Павел
Първото споменаване на града може би е в хетски надпис от XVII век пр. Хр., който споменава град, наречен Хувалушия, което според някои археолози обозначава ранния град Колоса. Географът от V век Херодот за първи път упоменава град Колоса с това му име и го нарича „велик град във Фригия“, в който се бил установявил персийският цар Ксеркс I, докато е на път към гърците за да води война срещу тях – Гръко-персийските войни –, което показва, че градът вече е бил достигнал определено ниво на богатство и размери към този момент, за да е достоен в него да отседне един цар.
През V век пр. Хр. град Колоса се упоменава и от Ксенофонт, който го описва като „пренаселен град, богат и със значителни размери“. Градът е бил известен с търговията си с боядисана въ̀лна. Страбон отбелязва, че градът е получавал големи приходи от стадата и че вълната от Колоса е дала името на специална багра, наречена colossinus.
През 396 г. пр. Хр. град Колоса е бил мястото на екзекуцията на непокорния персийски сатрап Тисаферн, който бил примамен там и убит от последователите на Кир Млади.

### По времето на Св. апостол Павел
Въпреки че през елинистическата епоха градът се ползвал с известна значимост за търговията, то към I век сл. Хр. неговите размери и значимост са били доста намалели. Посланието на апостол Павел до колосяните (гражданите на град Колоса) сочи за съществуването на ранна християнска общност тук. Градът е известен със своето премесване на различни религиозни влияния (религиозен синкретизъм), което включва еврейски, гностични и езически влияния, които през първи век след Христа се изразяват в култ към ангелите. Този неортодоксален култ почита архангел Михаил, за когото се казва, че е накарал в града да бликне лечебен извор от пукнатина в земята.
Боготворенето на ангели в Колоса наподобява култа към езически божества като Зевс. Свети Теодорит Кирски разказва за тяхното оцеляване и почитане във Фригия през IV век.
Каноничният библейски текст Послание до колосяните е адресирана именно до християнската общност в град Колоса. Посланието традиционно се приписва на апостол Павел поради неговия автобиографичен преговор и стил, но някои съвременни критични учени днес считат, че текстът е написан от друг автор известно време след смъртта на Павел. Смята се, че една от целите на писмото (посланието) е да се обърне внимание на предизвикателствата, пред които е изправена колоската общност с оглед на синкретичните гностични религии, които се развиват в Мала Азия по него време.
Според Посланието до колосяните Епафрас изглежда е бил важна личност в християнската общност в Колоса, и традицията го представя като неин първи епископ. Посланието също предполага, че апостол Павел всъщност никога не е посещавал града, защото се говори само за това, че той е „чул“ за вярата на колосяните, а в Посланието до Филимон Павел казва на Филимон за надеждата си да посети Колоса, след като бъде освободен от затвора. Традицията посочва Филимон като втори епископ на катедрата.
Градът е унищожен от земетресение през 60-те години сл. Хр. и е възстановен без подкрепа от Рим.
Апостолските постановления посочват Филимон като епископ на Колоса. От друга страна, Католическата енциклопедия изразява съмнения, че Филимон е бил епископ.
Първият исторически документиран епископ е Епифаний Кипърски, който не присъства лично на Четвъртия вселенски събор в Халкидон, но чийто митрополит епископ Нунехий от Лаодикея, столицата на римската провинция Фригия Пакатиана, подписа документи от негово име.

### Византийски период и упадък
Славата и известният статут на града продължават през византийския период и през 858 г. той е обявен за митрополитски престол. Византийците построяват и църквага „Свети Михаил“ в околностите на Колоса – една от най-големите църковни сгради в Близкия изток. Въпреки това източниците предполагат, че градът вероятно се е смалил по размер или дори е бил напълно изоставен поради арабските нашествия през VII и VIII век, принуждавайки населението да избяга и да се засели в близкия град Хонай (днешен Хоназ).
Известната църква в Колоса е разрушена през 1192/3 г. по време на византийските граждански войни. Тя е суфраганна епископия на Лаодикея във Фиригия Пакатиана, но през византийския период е заменена от Хонае.

### Съвременно изследване и археология
Към 2019 г. Колоса никога не е била разкопавана, тъй като археологическото внимание е насочено към близките Лаодикея и Хиераполис, въпреки че се съобщава за планове за водена от Австралия експедиция на това място. Настоящото землище съдържа видим биконичен акропол почти 30 m висок и обхваща площ от почти 8,9 хектара. На източния склон има театър, който вероятно е събирал около 5000 души, което предполага общо население от 25 000–30 000 души. Театърът вероятно е построен по време на римския период и може би се намира близо до агора, която граничи с cardo maximus – главния път на града от север на юг. Керамичните находки около театъра потвърждават ранното обитаване на града през третото и второто хилядолетие пр. Хр. Североизточно от тела и най-вероятно извън градските крепостни стени, некрополът се изявява с елинистически гробници с два основни стила на погребение: един с предходна стая, свързана с вътрешна камера, а друг с могили и подземни камери, достъпни по стълби, водещи до входа. Извън тела също има останки от колони, които може да са маркирали процесионен път или кардо. Днес останките от една колона отбелязват мястото, където местните смятат, че някога е имало църква, вероятно тази на Свети Михаил. Близо до река Ликус има доказателства, че водните канали са били изсечени в скалата с комплекс от тръби и шлюзове за отклоняване на вода за къпане и за селскостопански и промишлени цели.

### Модерно наследство
Светостта и лечебните свойства, свързани с водите на Колоса през византийската епоха, продължават и до днес, особено в басейн, захранван от река Ликус, в местността Гьоз, западно от Колоса в подножието на планината Кадъм. Местните смятат водата за лечебна.